# Jelena Wladimirowna Badanina
Jelena Wladimirowna Badanina (russisch Елена Владимировна Баданина; * 21. Mai 1992 in Nikolsk, Oblast Wologda, Russland) ist eine russische Biathletin.
Jelena Badanina startet für die Region Tjumen. Sie stammt aus einer sportbegeisterten Familie – ihre Mutter betrieb Polyathlon – und stand bereits als Neunjährige auf Skiern. Zunächst war sie ebenfalls im Polyathlon aktiv, zum Biathlon kam sie durch die langjährige Freundschaft zur Familie Achatow, die im Sommer in Nikolsk bei ihren Eltern lebte. Badanina besuchte die Sekundarschule № 1 in Nikolsk. Danach wechselte sie nach Labytnangi auf die Спортивная школа олимпийского резерва имени Татьяны Ахатовой в Лабытнанги (Jugendsportschule der Olympischen Reserve Tatjana Achatowa) und trainierte dort bei Chamit Achatow, dem Vater von Albina Achatowa. Die ersten internationalen Wettkämpfe bestritt sie bei den Arctic Winter Games in Kanada, bei denen sie als Vierfach-Siegerin im Biathlon überzeugte. Bei den Biathlon-Juniorenweltmeisterschaften 2010 in Torsby setzte sich Badanina noch in der Jugendklasse sowohl in Sprint als auch in der Verfolgung durch und wurde jeweils Zweite im Einzel und mit der Staffel. Obwohl sie nur mit der Staffel gewann, war sie im Folgejahr in Nové Město ähnlich erfolgreich, wieder mit Silber im Einzel und diesmal Bronze in Sprint und Verfolgung.